# Römischer Flusshandel
Neben den römischen Seehandel im Mittelmeer und im Atlantik, der mit hochseetauglichen Schiffen wie den Corbitae ausgeführt wurde, gab es auch kleinere Handelsschiffe und -boote, die für den Transport von Waren auf Flüssen benützt wurden.

## Aufbau

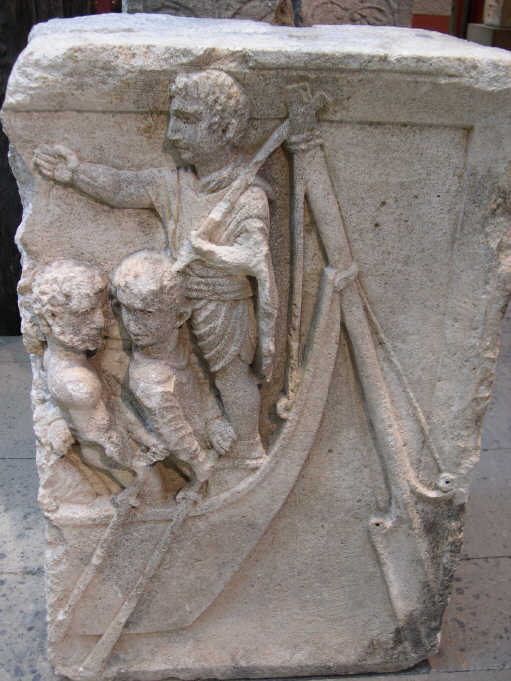
Heckruder eines römischen Boots am Rhein im 1. Jh. v. Chr.

Diese Schiffe waren eher klein, flach und hatten grundsätzlich nur einen sehr geringen Tiefgang. Ein Flusskahntyp, den die Römer am Rhein verwendeten war 30 Meter lang, 9 Meter breit und hatte einen Tiefgang von 70 cm. Ein solches Schiff konnte bis zwischen 100 und 150 Tonnen Fracht aufladen. Kiele hatten diese Kähne nur sehr kleine, da, anders als auf hoher See, hoher Wellengang bei Flüssen keine Gefahr darstellte.
Es handelte sich fast ausschließlich um Schiffe, die von Ruderern angetrieben wurden. Gesteuert wurde mit einem großen Heckruder, das mithilfe von Seilen manövriert wurde (siehe Bild).

## Geschichte
Von Bedeutung war der Flusshandel für das Römische Reich schon immer, auch für Warentransporte am Tiber und am Po. Massiv an Bedeutung gewann er aber nach der Eroberung Galliens 51 v. Chr. durch Gaius Iulius Caesar. Für den römischen Handel mit germanischen Stämmen in den Provinzen Norikum und Germania superior war auch nach der Einrichtung eines umfassenden Straßennetzes der römische Flusshandel ein wichtiger, schneller und billiger Transportweg.